# Campionat del Món de 500 metres contrarellotge
El Campionat del món de 500 metres contrarellotge és el campionat del món de 500 metres contrarellotge que es disputa en categoria femenina i és organitzat anualment per l'UCI, dins els Campionats del Món de Ciclisme en pista.
Es disputa des de 1995 i les ciclistes Félicia Ballanger i Natàl·lia Tsilínskaia són les que tenen més victòries amb 5.

## Pòdiums de les Guanyadores
| Proves | Or                             | Plata                    | Bronze                      |
| 1995   | Félicia Ballanger (FRA)        | Galina Enukhina (RUS)    | Michelle Ferris (AUS)       |
| 1996   | Félicia Ballanger (FRA)        | Annett Neumann (GER)     | Michelle Ferris (AUS)       |
| 1997   | Félicia Ballanger (FRA)        | Michelle Ferris (AUS)    | Magali Faure-Humbert (FRA)  |
| 1998   | Félicia Ballanger (FRA)        | Tanya Dubnicoff (CAN)    | Michelle Ferris (AUS)       |
| 1999   | Félicia Ballanger (FRA)        | Cuihua Jiang (CHN)       | Ulrike Weichelt (GER)       |
| 2000   | Natàl·lia Markovnichenko (BLR) | Cuihua Jiang (CHN)       | Yan Wang (CHN)              |
| 2001   | Nancy Contreras (MEX)          | Lori-Ann Muenzer (CAN)   | Katrin Meinke (GER)         |
| 2002   | Natàl·lia Tsilínskaia (BLR)    | Nancy Contreras (MEX)    | Kerrie Meares (AUS)         |
| 2003   | Natàl·lia Tsilínskaia (BLR)    | Nancy Contreras (MEX)    | Cuihua Jiang (CHN)          |
| 2004   | Anna Meares (AUS)              | Yonghua Jiang (CHN)      | Simona Krupeckaitė (LTU)    |
| 2005   | Natàl·lia Tsilínskaia (BLR)    | Anna Meares (AUS)        | Yvonne Hijgenaar (NED)      |
| 2006   | Natàl·lia Tsilínskaia (BLR)    | Anna Meares (AUS)        | Lisandra Guerra (CUB)       |
| 2007   | Anna Meares (AUS)              | Lisandra Guerra (CUB)    | Natàl·lia Tsilínskaia (BLR) |
| 2008   | Lisandra Guerra (CUB)          | Simona Krupeckaitė (LTU) | Sandie Clair (FRA)          |
| 2009   | Simona Krupeckaitė (LTU)       | Anna Meares (AUS)        | Victoria Pendleton (GBR)    |
| 2010   | Anna Meares (AUS)              | Simona Krupeckaite (LTU) | Olga Panarina (BLR)         |
| 2011   | Olga Panarina (BLR)            | Sandie Clair (FRA)       | Miriam Welte (GER)          |
| 2012   | Anna Meares (AUS)              | Miriam Welte (GER)       | Jessica Varnish (GBR)       |
| 2013   | Lee Wai Sze (HKG)              | Miriam Welte (GER)       | Rebecca James (GBR)         |
| 2014   | Miriam Welte (GER)             | Anna Meares (AUS)        | Anastassia Vóinova (RUS)    |
| 2015   | Anastassia Vóinova (RUS)       | Anna Meares (AUS)        | Miriam Welte (GER)          |
| 2016   | Anastassia Vóinova (RUS)       | Lee Wai Sze (HKG)        | Elis Ligtlee (NED)          |
| 2017   | Dària Xmeliova (RUS)           | Miriam Welte (GER)       | Anastassia Vóinova (RUS)    |